# Serie A (Italia) 1994-95
La Serie A 1994–95 fue la 93.ª edición del campeonato de fútbol de más alto nivel en Italia y la 63.ª bajo el formato de grupo único. Juventus ganó su 23.er scudetto.

## Equipos participantes
| Equipo         | Ciudad        | Estadio          |
| -------------- | ------------- | ---------------- |
| Bari           | Bari          | San Nicola       |
| Brescia        | Brescia       | Mario Rigamonti  |
| Cagliari       | Cagliari      | Sant'Elia        |
| Cremonese      | Cremona       | Giovanni Zini    |
| Fiorentina     | Florencia     | Artemio Franchi  |
| Foggia         | Foggia        | Pino Zaccheria   |
| Genoa          | Génova        | Luigi Ferraris   |
| Internazionale | Milán         | Giuseppe Meazza  |
| Juventus       | Turín         | Delle Alpi       |
| Lazio          | Roma          | Olímpico de Roma |
| Milan          | Milán         | San Siro         |
| Napoli         | Nápoles       | San Paolo        |
| Padova         | Padua         | Euganeo          |
| Parma          | Parma         | Ennio Tardini    |
| Reggiana       | Reggio Emilia | Mirabello        |
| Roma           | Roma          | Olímpico de Roma |
| Sampdoria      | Génova        | Luigi Ferraris   |
| Torino         | Turín         | Delle Alpi       |

## Clasificación
| Pos. | Equipo         | Pts. | PJ | G  | E  | P  | GF | GC | Dif. | Clasificación                                 |
| ---- | -------------- | ---- | -- | -- | -- | -- | -- | -- | ---- | --------------------------------------------- |
| 1    | Juventus (C)   | 73   | 34 | 23 | 4  | 7  | 59 | 32 | +27  | Clasificado a la Liga de Campeones de la UEFA |
| 2    | Lazio          | 63   | 34 | 19 | 6  | 9  | 69 | 34 | +35  | Clasificado a la Copa de la UEFA              |
| 3    | Parma          | 63   | 34 | 18 | 9  | 7  | 51 | 31 | +20  | Clasificado a la Recopa de Europa             |
| 4    | Milan          | 60   | 34 | 17 | 9  | 8  | 53 | 32 | +21  | Clasificado a la Copa de la UEFA              |
| 5    | Roma           | 59   | 34 | 16 | 11 | 7  | 46 | 25 | +21  | Clasificado a la Copa de la UEFA              |
| 6    | Internazionale | 52   | 34 | 14 | 10 | 10 | 39 | 34 | +5   | Clasificado a la Copa de la UEFA              |
| 7    | Napoli         | 51   | 34 | 13 | 12 | 9  | 40 | 45 | −5   |                                               |
| 8    | Sampdoria      | 50   | 34 | 13 | 11 | 10 | 51 | 37 | +14  |                                               |
| 9    | Cagliari       | 49   | 34 | 13 | 10 | 11 | 40 | 39 | +1   |                                               |
| 10   | Fiorentina     | 47   | 34 | 12 | 11 | 11 | 61 | 57 | +4   |                                               |
| 11   | Torino         | 45   | 34 | 12 | 9  | 13 | 44 | 48 | −4   |                                               |
| 12   | Bari           | 44   | 34 | 12 | 8  | 14 | 40 | 43 | −3   |                                               |
| 13   | Cremonese      | 41   | 34 | 11 | 8  | 15 | 35 | 38 | −3   |                                               |
| 14   | Padova         | 40   | 34 | 12 | 4  | 18 | 37 | 58 | −21  | Acceso a Play-off por el descenso             |
| 15   | Genoa (D)      | 40   | 34 | 10 | 10 | 14 | 34 | 49 | −15  | Acceso a Play-off por el descenso             |
| 16   | Foggia (D)     | 34   | 34 | 8  | 10 | 16 | 32 | 50 | −18  | Descenso a Serie B                            |
| 17   | Reggiana (D)   | 18   | 34 | 4  | 6  | 24 | 24 | 56 | −32  | Descenso a Serie B                            |
| 18   | Brescia (D)    | 12   | 34 | 2  | 6  | 26 | 18 | 65 | −47  | Descenso a Serie B                            |

 Fuente: BDFútbol
|            |
| Campeón    |
| Juventus   |
| 23º título |

## Resultados
| Local \ Visitante | BAR | BRE | CAG | CRE | FIO | FOG | GEN | INT | JUV | LAZ | MIL | NAP | PAD | PAR | REG | ROM | SAM | TOR |
| ----------------- | --- | --- | --- | --- | --- | --- | --- | --- | --- | --- | --- | --- | --- | --- | --- | --- | --- | --- |
| Bari              | —   | 3–0 | 0–0 | 2–0 | 2–2 | 2–1 | 4–1 | 0–1 | 0–2 | 0–1 | 3–5 | 1–1 | 0–1 | 1–2 | 1–0 | 2–2 | 1–2 | 3–1 |
| Brescia           | 1–2 | —   | 2–3 | 1–2 | 2–4 | 1–0 | 1–2 | 0–0 | 1–1 | 0–1 | 0–5 | 1–2 | 1–3 | 1–2 | 1–0 | 0–0 | 0–0 | 1–4 |
| Cagliari          | 2–1 | 2–0 | —   | 1–0 | 2–0 | 2–1 | 1–0 | 1–1 | 3–0 | 1–1 | 1–1 | 0–1 | 2–0 | 2–0 | 4–2 | 0–1 | 0–2 | 1–0 |
| Cremonese         | 0–0 | 0–0 | 2–0 | —   | 0–0 | 1–3 | 4–1 | 0–1 | 1–2 | 0–0 | 1–0 | 2–0 | 3–0 | 1–1 | 2–1 | 2–5 | 2–0 | 3–0 |
| Fiorentina        | 2–0 | 4–0 | 2–1 | 3–1 | —   | 1–1 | 3–1 | 2–2 | 1–4 | 1–1 | 1–2 | 4–0 | 4–1 | 1–1 | 1–1 | 1–0 | 2–2 | 6–3 |
| Foggia            | 2–2 | 3–1 | 2–0 | 0–1 | 2–1 | —   | 2–1 | 0–0 | 2–0 | 0–1 | 1–3 | 1–1 | 4–1 | 0–0 | 1–0 | 0–1 | 1–1 | 0–2 |
| Genoa             | 1–1 | 1–0 | 1–1 | 0–1 | 1–1 | 3–0 | —   | 2–1 | 0–4 | 1–2 | 1–1 | 3–3 | 2–1 | 0–0 | 3–1 | 1–0 | 2–1 | 1–0 |
| Internazionale    | 1–2 | 1–0 | 1–2 | 0–0 | 3–1 | 3–0 | 2–0 | —   | 0–0 | 0–2 | 3–1 | 0–2 | 2–1 | 1–1 | 1–0 | 0–1 | 2–0 | 2–1 |
| Juventus          | 2–0 | 2–1 | 3–1 | 1–0 | 3–2 | 2–0 | 1–1 | 0–0 | —   | 0–3 | 1–0 | 1–0 | 0–1 | 4–0 | 3–1 | 3–0 | 1–0 | 1–2 |
| Lazio             | 1–2 | 1–0 | 0–0 | 1–0 | 8–2 | 7–1 | 4–0 | 4–1 | 3–4 | —   | 4–0 | 5–1 | 5–1 | 2–2 | 2–0 | 0–3 | 1–0 | 3–0 |
| Milan             | 0–1 | 1–0 | 1–1 | 3–1 | 2–0 | 3–0 | 1–0 | 1–1 | 0–2 | 2–1 | —   | 1–1 | 1–0 | 1–1 | 2–1 | 1–0 | 0–0 | 5–1 |
| Napoli            | 3–0 | 1–1 | 1–1 | 1–0 | 2–5 | 2–1 | 1–0 | 1–3 | 0–2 | 3–2 | 1–0 | —   | 3–3 | 1–0 | 1–0 | 0–0 | 2–0 | 1–1 |
| Padova            | 0–2 | 2–0 | 2–1 | 3–2 | 0–1 | 0–0 | 1–1 | 1–0 | 1–2 | 2–0 | 2–0 | 2–0 | —   | 0–3 | 3–0 | 0–0 | 1–4 | 4–2 |
| Parma             | 1–0 | 4–0 | 2–1 | 2–0 | 3–0 | 2–0 | 0–0 | 3–0 | 1–3 | 2–0 | 2–3 | 2–0 | 1–0 | —   | 2–1 | 1–0 | 3–2 | 2–0 |
| Reggiana          | 0–1 | 2–0 | 0–0 | 2–0 | 1–1 | 1–1 | 0–1 | 0–1 | 1–2 | 0–0 | 0–4 | 1–2 | 3–0 | 2–2 | —   | 1–4 | 0–2 | 1–0 |
| Roma              | 2–0 | 3–0 | 1–1 | 1–1 | 2–0 | 1–1 | 3–0 | 3–1 | 3–0 | 0–2 | 0–0 | 1–1 | 2–0 | 1–0 | 2–0 | —   | 1–0 | 1–1 |
| Sampdoria         | 1–1 | 2–1 | 5–0 | 2–1 | 2–2 | 1–1 | 3–2 | 2–2 | 0–1 | 3–1 | 0–3 | 0–0 | 5–0 | 3–1 | 2–1 | 3–0 | —   | 1–1 |
| Torino            | 2–0 | 2–0 | 3–2 | 1–1 | 1–0 | 2–0 | 0–0 | 0–2 | 3–2 | 2–0 | 0–0 | 1–1 | 2–0 | 0–2 | 4–0 | 2–2 | 0–0 | —   |

## Descenso
Al existir empate en puntos entre Padova y Genoa fue necesaria la celebración de un partido de desempate conocido como Spareggio, el juego fue celebrado el 10 de junio de 1995 en el Estadio Artemio Franchi de Florencia.
| Local  | Resultado    | Visitante |
| ------ | ------------ | --------- |
| Padova | p. 1–1 (5-4) | Genoa     |

- Padova se mantuvo en la Serie A, Genoa descendió a Serie B.